# Quatre chansons de jeunesse
Quatre chansons de jeunesse és un recull de quatre de les moltes mélodies per a soprano i piano que va compondre Claude Debussy (1862-1918) durant la seva joventut.

## Text
Com a text de les Quatre chansons de jeunesse Debussy pren versos dels poetes francesos del seu temps. En aquest cas hi trobem Pantomime i Clair de Lune de Paul Verlaine (1844-1896), Pierrot de Théodore de Banville (1823-1891) i Apparition de Stéphane Mallarmé (1842-1898). Tots ells formaven part de cercles propers al compositor. Ja des de petit, per exemple, s'havia relacionat amb Verlaine. El pare de Debussy havia estat arrestat durant la guerra i, aleshores, el fill va ser confiat a la sogra del poeta, Antoniette Mauté. Va ser ella mateixa qui el va preparar per accedir al Conservatori de París, on va ser admès l'any 1872. Abans, Debussy no havia anat a l'escola ordinària i és per això que els textos de les chansons o les dedicatòries sovint presenten faltes d'ortografia o tenen manques de coherència. Fins i tot el mateix nom de la soprano apareix escrit de forma incorrecta.
El mateix Louis Laloy, el primer biògraf del compositor, va revelar que Debussy havia rebut lliçons i influències més profitoses per part de poetes i pintors que de músics. També així ho expressa Paul Dukas amb les següents paraules: “The strongest influence on Debussy was that of writers, not musicians”. Això s'escau en una època en la qual a París la vida bohèmia havia creuat el riu anant des de Montparnasse fins a Montmatre. A més, la ciutat s'estava preparant per a la rebuda de l'Exposició Universal de 1889. Feia temps que la capital francesa s'estava convertint en la capital cultural del món.

## Els poetes
Mentre que a Verlaine i Mallarmé se'ls considera simbolistes, a Banville també se l'inclou en el corrent parnassianista. Serà Baudelaire qui obrirà la via del simbolisme, un moviment que conviu amb altres com el naturalisme, el parnassianisme o l'idealisme. En el simbolisme, el contingut poètic divaga pel subconscient de l'home, pels somnis laberíntics i les impressions de l'ànima, les impressions d'un “paisatge interior”. La millor manera de transmetre els sentiments i les sensacions és suscitant-los i no expressant-los amb l'ajuda d'imatges. Es deixa de banda l'eloqüència i la descripció literal i pren força la característica d'allò màgic i musical. Tant és així que el poeta Paul Valéry descriu la veu poètica de Baudelaire com “une ligne mélodique admirablement pure et une sonorité parfaitement tenue qui la distinguent de toute prose”.
La poesia de Verlaine és especialment coneguda per la seva musicalitat. S'explica que quan algú havia musicat un poema seu ell argumentava que els seus poemes ja contenien una musicalitat en tant que havien estat concebuts com a música.